# 1900年夏季奥林匹克运动会澳大利亚代表团
1900年夏季奧林匹克運動會澳大利亚代表團參加1900年5月14日至10月28日在法國巴黎舉行的第二屆奧林匹克運動會，这是澳大利亚第二次参加夏季奥运。儘管當時澳大利亞尚未從英國獨立，但大多數奧運史學家將澳大利亞的成績與英國分開區分。
澳大利亞派出兩名運動員參加奧運會，並且在他們參加的每個項目中都贏得獎牌。弗雷德里克·莱恩游泳項目中贏得兩枚金牌，而斯坦·罗利則在田徑項目中獲得一枚金牌（作為與英國組成的混合團隊的一部分）和三枚銅牌。

## 獎牌得主
以下選手在這屆奧運會上贏得獎牌。在下面的項目部分中，頒發給混合國家隊的參賽者的獎牌以斜體表示，這些獎牌不計入各個國家奧運會的獎牌總數。
| 獎牌 | 運動員          | 項目 | 賽事            | 日期          |
| ---- | --------------- | ---- | --------------- | ------------- |
| 金牌 | 斯坦·罗利       | 田径 | 5000米團體賽    | 1990年7月22日 |
| 金牌 | 弗雷德里克·莱恩 | 游泳 | 200米自由泳     | 1990年8月12日 |
| 金牌 | 弗雷德里克·莱恩 | 游泳 | 200米障礙物比賽 | 1990年8月12日 |
| 銅牌 | 斯坦·罗利       | 田径 | 60米            | 1990年7月15日 |
| 銅牌 | 斯坦·罗利       | 田径 | 100米           | 1990年7月14日 |
| 銅牌 | 斯坦·罗利       | 田径 | 200米           | 1990年7月22日 |

## 游泳
弗雷德里克·莱恩是澳大利亞唯一一位參加游泳比賽的選手，他在1900年夏季奧運會上代表澳大利亞首次參賽。莱恩參加了200米自由泳和障礙賽兩個項目。這兩個項目在同一天舉行，即7月11日。在200米自由泳中，蘭恩以2分26秒4的成績贏得了金牌。在障礙賽中，參賽選手需要游過一個遊泳池，然後爬上一個人造障礙物，再跳入水中游回池中。蘭恩在這個項目中也獲得了金牌。
有趣的是，當時的奧運會並沒有授予金、銀、銅牌，而是根據項目的主題為獎牌設計了不同的雕塑。蘭恩在200米自由泳中獲得了一個馬的青銅雕塑，而在障礙賽中獲得了一個農村女孩的青銅雕塑。
| 弗雷德里克·莱恩 | 200米自由泳     | 2:59.0 | 1 Q | 2:25.2 | 金牌 |
| 弗雷德里克·莱恩 | 200米障礙物比賽 | 3:04.0 | 1 Q | 2:38.4 | 金牌 |

## 田徑
斯坦·羅利是澳大利亞唯一一位參加1900年奧運會田徑項目的選手。他參加了三個短跑項目，並在每個項目中獲得了銅牌。此外，由於英國隊只有四名成員，羅利加入了英國隊參加5人接力賽。然而在比賽過程中他在比賽的第一圈受傷不得不改為行走。最終當其他九名選手完成比賽時，羅利還有1500米的距離要完成，官員們允許他退賽並獲得第10名的名次。
| 運動員 | 項目         | 預賽   | 預賽   | 準決賽 | 準決賽 | 復活賽 | 復活賽 | 決賽     | 決賽     |
| 運動員 | 項目         | 時間   | 排名   | 時間   | 排名   | 時間   | 排名   | 時間     | 排名     |
| --- | ------------ | ------ | ------ | ------ | ------ | ------ | ------ | -------- | -------- |
| 斯坦·羅利 | 60米         | 7.3    | 2 Q    | 不適用 | 不適用 | 不適用 | 不適用 | 7.2      | 銅牌     |
| 斯坦·羅利 | 100米        | 10.9   | 2 Q    | 11.2   | 2 R    | 11.0   | 2      | 11.2     | 銅牌     |
| 斯坦·羅利 | 200米        | 25.0   | 1 Q    | 不適用 | 不適用 | 不適用 | 不適用 | 22.9     | 銅牌     |
| 斯坦·羅利 | 400米        | DNS    | DNS    | 不適用 | 不適用 | 不適用 | 不適用 | 沒有晉級 | 沒有晉級 |
| 英國業餘田徑協會（混合） · 查尔斯·本内特（英国） · John Rimmer（英国） · Sidney Robinson（英国） · 斯坦·羅利（） · 艾尔弗雷德·泰索（英国） | 5000米團體賽 | 不適用 | 不適用 | 不適用 | 不適用 | 不適用 | 不適用 | 26 分    | 金牌     |

## 非奧運會正式項目
唐納德·麥金托什（Donald Mackintosh）是來自墨爾本的射擊選手。他正在歐洲參加一系列傳統射擊比賽。他以連續擊中22隻活鴿贏得了活鴿射擊比賽（巴黎百年紀念賽），比來自西班牙的比利安科薩侯爵（Pedro José Pidal y Bernaldo de Quirós）多擊中一隻。他在活鴿射擊比賽（大展覽會大獎賽）中與美國的克里特登·羅賓森（Crittenden Robinson）並列第三，兩人都擊中了18隻，落後於得分21分的冠軍里昂·德·倫登（Leon de Lunden）。
麥金托什的身份常常被混淆，因為一些歷史學家以為活鴿射擊是一場射擊比賽。然而國際奧委會並不將這兩個項目視為奧運會項目。